# Holberg
Holberg est une communauté située dans la province de la Colombie-Britannique, sur l'Île de Vancouver.